# Barend J. Lempke
Barend Jan Lempke, född 26 december 1901 i Amsterdam, död 11 november 1993 i Amsterdam, var en nederländsk lepidopterist. Han var gymnasielärare, men arbetade även på Zoologiska museet i Amsterdam med att slå ihop två fjärilssamlingar till en. Därefter skrev han Catalogus der Nederlandse Macrolepidoptera, en serie i elva delar som publicerades i Tijdschrift Voor Entomologie mellan 1936 och 1952 samt 16 supplement publicerade mellan 1953 och 1970.
Auktorsnamnet Lempke kan användas för Barend J. Lempke i samband med ett vetenskapligt namn inom zoologin; se Wikipedia-artiklar som länkar till auktorsnamnet.
|  | Wikispecies har information om Barend J. Lempke. |